# Sinistrella sinistralis
Sinistrella sinistralis é uma espécie de gastrópode do gênero Sinistrella, pertencente a família Conoidea.